# Национална пензија Републике Србије
Национална пензија Републике Србије је национално признање за врхунски допринос култури Републике Србије. Додељује је Влада Републике Србије на предлог надлежне државне комисије. Признање подразумева доживотно месечно новчано примање уметнику, односно стручњаку у култури који је остварио право на пензију. Установљена је Законом о култури („Сл. гласник РС“ бр. 72/2009).
Неки од носилаца националне пензије су глумци Предраг Мики Манојловић, Предраг Ејдус, Милена Дравић и Јелена Жигон, редитељ Слободан Шијан, певачи Бисера Велетанлић, Лепа Лукић, Предраг Живковић Тозовац, Мерима Његомир и Мирослав Илић, глумица и певачица Оливера Катарина, књижевници Милован Витезовић, Филип Давид и Давид Албахари, песници Божидар Шујица и Гојко Ђого, вајар Ото Лого...